# Moulin Gariépy

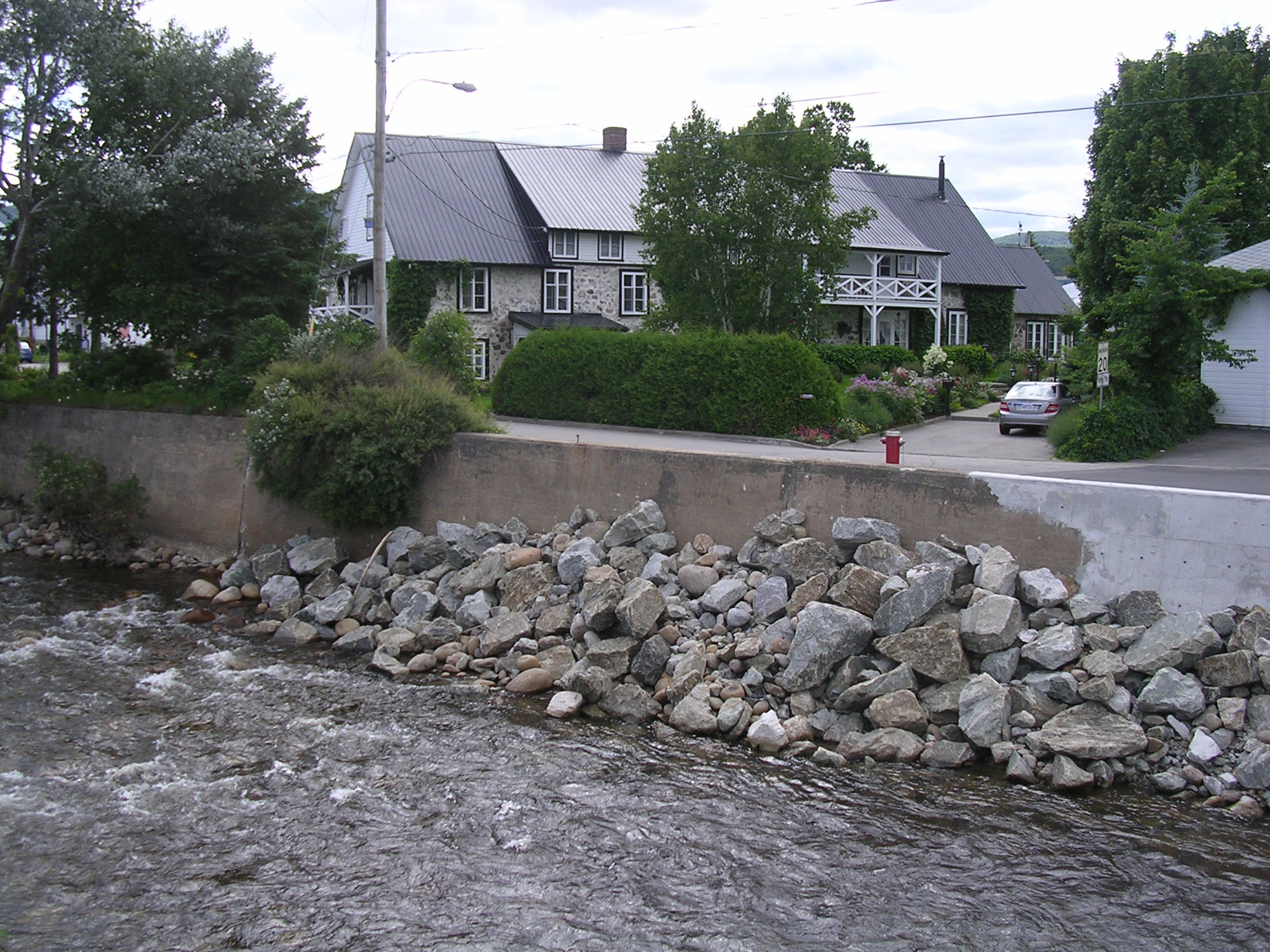
Moulin Gariépy à Baie-Saint-Paul

Le moulin à eau Gariépy de Baie-Saint-Paul est l'un des derniers moulins à eau du Québec au Canada. Il fut construit par M. Bazin, marchand de la
ville de Québec, qui s'était engagé le 13 février 1755 auprès du Séminaire de Québec à construire un nouveau moulin à farine.

## Identification
- Nom du bâtiment : Moulin à eau Gariépy
- Autre nom : Moulin à eau de l'Entrée
- Adresse civique : rue Tremblay
- Municipalité : Baie-Saint-Paul
- Propriété : Privée, immeuble à logement

## Construction
- Date de construction : 1756
- Nom du constructeur :
- Nom du propriétaire initial :

## Chronologie
- Évolution du bâtiment :
- Autres occupants ou propriétaires marquants :
- Transformations majeures :

## Mise en valeur
- Constat de mise en valeur :
- Site d'origine : Oui
- Constat sommaire d'intégrité :
- Responsable :